# Национални дневник
Национални дневник српска је главна дневна вечерња информативна емисија канала РТВ Пинк. Од 26. септембра 2005. године када је емисија почела са емитовањем, месту главног уредника обавештајног програма налазила се Тања Јордовић, коју је касније заменио Горан Гмитрић. Национални дневник има просечну гледаност од милиона људи, чиме представља једну од најгледанијих информативних емисија у Србији, такмичући се са Хепијевим Телемастером.
Национални дневник се сваког дана приказује уживо из студија у главној згради Пинка, са више обавештајних станица широм света. Емитује се пет пута дневно, од 07:30, 10:00, 13:00, 14.55 и 18.30 часова са трајањем до сат времена.